# Terzo Nefi
Terzo Nefi è l'undicesimo libro del Libro di Mormon. È suddiviso in 30 capitoli e fu scritto dal Nefi figlio di Helaman.

## Narrazione
Vi si narra dei segni che apparvero in occasione della nascita di Cristo. Nel frattempo il popolo dei Nefiti era caduto in potere dei predoni Gadianton, che in seguito furono sconfitti, mentre i Lamaniti convertiti riacquistarono il colore chiaro della pelle. I Nefiti attraversarono periodi di prosperità e di disordini. Nel 34 d.C. terremoti e oscurità di tre giorni annunciarono la morte sulla croce di Gesù. Poco tempo dopo Cristo risorto apparve ai Nefiti e rimase con loro tre giorni. Scelse dodici discepoli e predicò alle genti sopravvissute gli insegnamenti che aveva rivolto al popolo in Palestina (discorso della montagna, discorso delle Beatitudini, ecc.). Chiarì il corretto significato del battezzare, della comunione e della preghiera. Tre dei dodici discepoli chiesero e ottennero da Gesù di poter rimanere sulla terra fino al giorno della sua seconda venuta per poter continuare a predicare il vangelo. Inoltre, Gesù Cristo predisse che sarebbe giunta, in prossimità della sua seconda venuta, una seconda rivelazione, rivolta ai gentili che avrebbero abitato la terra americana.